# Twierdzenie Riesza (teoria miary)
Twierdzenie Riesza – twierdzenie teorii miary mówiące, że
każdy ciąg funkcyjny spełniający warunek Cauchy'ego według miary jest również zbieżny według miary (tzn. stochastycznie) oraz zawiera podciąg zbieżny prawie jednostajnie, a więc również zbieżny prawie wszędzie.
Wynik ten uzyskał jako pierwszy węgierski matematyk Frigyes Riesz. Bezpośrednim wnioskiem z tego twierdzenia jest, że
ciąg funkcyjny jest zbieżny według miary wtedy i tylko wtedy, gdy każdy jego podciąg zawiera podciąg zbieżny prawie jednostajnie.